# Umburatiba
Umburatiba este un oraș în Minas Gerais (MG), Brazilia.